# Château des Ormeaux
Le château des Ormeaux est situé sur la commune de Nazelles-Négron, dans le département d'Indre-et-Loire.

## Historique
En 1545, Jean Lory est seigneur des Ormeaux. Par la suite, le domaine appartient à l'abbaye de Moncé.
L'histoire du château commence véritablement au XVIIe siècle avec le poète Paul Scarron, premier mari de la marquise de Maintenon. Il acquiert le domaine où subsiste une tour, dernier vestige de l'époque médiévale. C'est le comte Charles de Gaigneron de Marolles qui construit un siècle plus tard, en 1830, le château actuel des Ormeaux.